# Aurelia Mihai
Aurelia Mihai (* 11. Dezember 1968 in Bukarest) ist eine rumänische Videokünstlerin, Filmemacherin und Hochschullehrerin.

## Leben und Wirken
Aurelia Mihai studierte an der Kunstakademie Bukarest und legte 1994 ihr Diplom ab. Von 1994 bis 1996 studierte sie mit einem DAAD-Stipendium an der Kunstakademie Düsseldorf bei Nan Hoover und anschließend an der Kunsthochschule für Medien Köln bei Valie Export und Jürgen Klauke.
Von 2009 bis 2021 war sie Professorin für „Grundlehre Film/Video“ an der Hochschule für Bildende Künste Braunschweig.
Aurelia Mihai behandelt in ihren Arbeiten das Aufeinandertreffen von kulturellen, sozialen und politischen Erscheinungen und Ereignissen; sie verknüpft Aspekte der Dokumentation und der Wissenschaft mit der Fiktion. Legenden und historische Begebenheiten sind häufig Anlass oder Ausgangspunkt für eine gesellschaftskritische Auseinandersetzung mit der Gegenwart.
Aurelia Mihai lebt und arbeitet in Hamburg.

## Auszeichnungen und Stipendien
- 1997: Videokunst Förderpreis Bremen[3]
- 1998: Sonderpreis des 8. Marler Video-Kunst-Preis
- 2001: E STAR Stipendium IEA, Alfred, New York[4]
- 2001: Stipendium der Villa Aurora, Los Angeles, Vereinigte Staaten[5]
- 2001: Förderpreis für Bildende Kunst der Landeshauptstadt Düsseldorf[6]
- 2002: Spiridon-Neven-DuMont-Preis
- 2003: Stipendium des Landes NRW für eine Medienkünstlerin[7]
- 2004: EMARE Stipendium, Hull Time Based Arts, Vereinigtes Königreich
- 2005: Euregio-Kunstpreis
- 2005: Hamburger Arbeitsstipendium für bildende Kunst[8]
- 2005: Stipendium Schloss Ringenberg[9]
- 2007: Stipendium der Villa Massimo, Rom, Italien[10]
- 2009: Projektstipendium, Künstlerhaus Schloss Balmoral
- 2010: International Artist Studio Programme Stockholm (Internationella stipendiater), Schweden[11]
- 2013: Projektstipendium der Stiftung Kunstfonds
- 2013: Filmförderung der Beauftragten der Bundesregierung für Kultur und Medien

## Ausstellungen
Einzelausstellungen
- 1998: Endlose Bewegung, Kunsthalle Bremen
- 2001: Kunstraum Düsseldorf (mit Ralf Werner)
- 2003: Galerie Gaby Kraushaar, Düsseldorf
- 2004: Marburger Kunstverein
- 2004: Tal der Träumer, Kunstverein Hildesheim
- 2004: Ferens Art Gallery, Hull, Großbritannien
- 2007: Made in Goch, Museum Goch
- 2008: Transhumanţa, Galerie Anita Beckers, Frankfurt
- 2009: The Social Being of Truth, Muzeul Național de Artă Contemporană, Bukarest, Rumänien
- 2010: It belongs to someone else, Kunstverein Bochum
- 2012: Histories, Städtische Galerie Wolfsburg, Wolfsburg
- 2013: ReTURo Tourism Agency, Club Electro Putere – Centre For Contemporary Culture, Bukarest, Rumänien

Gruppenausstellungen
Aurelia Mihai nahm seit 1997 an über 200 Gruppenausstellungen und Screenings teil, darunter:
- 1999: Serien und Konzepte in der Photo- und Videokunst, Museum Ludwig, Köln
- 2001: Ars Electronica, Linz, Österreich
- 2003: Here we come, Kunst- und Ausstellungshalle der Bundesrepublik Deutschland, Bonn
- 2003: Lichtrouten, Lüdenscheid
- 2004: Sommerfrische, Hamburger Kunsthalle
- 2005: Transatlantische Impulse, Martin-Gropius-Bau, Berlin
- 2005: Cine y casi cine, Museo Nacional Centro de Arte Reina Sofia, Madrid, Spanien
- 2006: Traveling light, Chelsea Art Museum, New York, Vereinigte Staaten
- 2007: Tryingtoland 2, Museo d’Arte Contemporanea Roma, Italien
- 2008: The Animal Gaze, Unit 2 Gallery, London, Großbritannien
- 2008: Traces, Robert Else Gallery, Sacramento, Kalifornien, Vereinigte Staaten
- 2008: Contemporary Romanian Art, Selby Gallery, Sarasota, Florida, Vereinigte Staaten
- 2008: Periferic 8, Biennial for Contemporary Art, Iaşi, Rumänien
- 2008: Centre International d’Art Contemporain, Pont-Aven, Frankreich
- 2009: Rencontres internationales Paris/Berlin/Madrid, Centre Georges Pompidou, Paris, Frankreich
- 2009: The Animal Gaze, Centre of Contemporary Art and the Nature World, Plymouth, Großbritannien
- 2009: Hello Darkness, K21 im Ständehaus, Düsseldorf
- 2010: The Way We Move, The Cheekwood Art Museum, Nashville Tennessee, Vereinigte Staaten
- 2010: Social Cooking Romania, National Museum Brukental, Sibiu, Rumänien
- 2010: Mapping the Blank Spots, Art Miami, Miami, Vereinigte Staaten
- 2011: Pimp Your Collection: Wüste, Landesgalerie Linz, Österreich
- 2011: Säen und Jäten. Volkskultur in der zeitgenössischen Kunst, Cobra Museum of Modern Art, Amstelveen, Niederlande
- 2012: Le silence des bêtes, Hors Pistes, Centre Georges-Pompidou, Paris, Frankreich
- 2012: The Worldly House, Documenta (13), Kassel
- 2012, 2013: Renconts internationales Paris/Berlin/Madrid, Palais de Tokyo, Paris; Haus der Kulturen der Welt, Berlin
- 2013: Archäologie?! Spurensuche in der Gegenwart, Kunsthalle, Salzburg[13]
- 2013: The Animal Gaze Returned, Sheffield Institute of Arts Gallery at Sheffield Hallam University, Sheffield, Vereinigtes Königreich
- 2016: Im Rausch – Zwischen Höhenflug und Absturz, Kunstmuseum Thurgau, Ittinger Museum, Schweiz[14]
- 2016: Medicine in Art, Museum für Gegenwartskunst Krakau, Polen[15]
- 2017: Kunstwerk Leben, Zentrum für verfolgte Künste, Solingen[16]
- 2019: Fuzzy Dark Spot – Videokunst aus Hamburg, Deichtorhallen, Hamburg
- 2019: Rencontres Internationales Paris / Berlin, Focus on Romania, Louvre Auditorium, Musée du Louvre, Paris, Frankreich
- 2019: Cinema Urbana, Museu Nacional dos Correios, Brasilia, Brasilien
- 2021: Photo Days Paris, The Crown Letter, Paris, Frankreich
- 2021: Bienalsur, Buenos Aires, Argentinien
- 2021–2022. Bienalsur, Chapter 4: The Crown Letter, Cordoba, Argentinien
- 2022: Imprint. A journey through Roman cultural and artistic heritage, Sector 1 Gallery, Bukarest, Rumänien
- 2022: Kyotographie, Kyoto, Japan

## Werke
Video- und Filmarbeiten
- 2004: Tal der Träumer. Dokumentation über Ägyptologie in den Vereinigten Staaten[17]
- 2005: Der Tag, der mit dem Hahn beginnt und mit den Hunden endet. Kurzfilm
- 2006–2007: Unter freiem Himmel – In The Open Air. Kurzfilm
- 2007: Von Herzen. Videoprojektion[17]
- 2007: Transhumanţa. Zweikanal-Videoinstallation[18]
- 2008: … And the Moldavian one. Film[19]
- 2009: Cinematograful Rosu/Rotes Kino. Videoinstallation – Filmische Episode[20]
- 2011: City of Bucur. Kurzfilm über den Mythos der Gründung von Bukarest[21]
- 2012: Cento Piedi/One Hundred Steps. Zweikanal-Videoinstallation
- 2014–2016: LUPA. Kunstprojekt[2]
- 2019 LUPA. Kurzfilm
- 2022 The Black Square, Kurzfilm

Schriften
- From place to time & time to place. Revolver, Archiv für Aktuelle Kunst, Frankfurt am Main 2004, ISBN 3-937577-71-8.
- Unter freiem Himmel. Kerber, Bielefeld 2007, ISBN 978-3-86678-056-9.
- Steffen Fischer (Hrsg.): Aurelia Mihai, Ansichten – Views. Kerber, Bielefeld 2007, ISBN 978-3-86678-110-8.
- Wege in die Geschichte(n)/Roads to (Hi)Stories. Dustanz, Berlin 2017, ISBN 978-3-95476-154-8.